# Palazzo Gattini
Palazzo Gattini è un palazzo signorile di Matera, in cui risiedeva una delle famiglie emergenti della nobiltà materana: i conti Gattini. Il palazzo si trova in Piazza Duomo.

## Sede originaria
Il palazzo più antico sorgeva nel rione della Porta di San Nicola del Sole, area occidentale della Civita, promontorio cinto da mura che rappresentava il primo nucleo urbano con dodici palazzi nobiliari delle famiglie più potenti. Nonostante i gravi danni subiti nel Medioevo dalla città per distruzioni e incendi, esso è ancora in piedi.
È costruito con il tufo, roccia molto presente in questa zona. Presenta diverse finestre piuttosto alte, prive di persiane, la maggior parte senza alcuna decorazione, ad eccezione di due, l'una che termina con un arco acuto, l'altra che possiede stipiti decorati e arricchita sotto il davanzale da un motivo a modiglioni. Sopra la finestra decorata è possibile vedere lo stemma della famiglia non più leggibile che presentava un gatto poggiato sopra tre monti con una vipera in bocca.

## Sede attuale

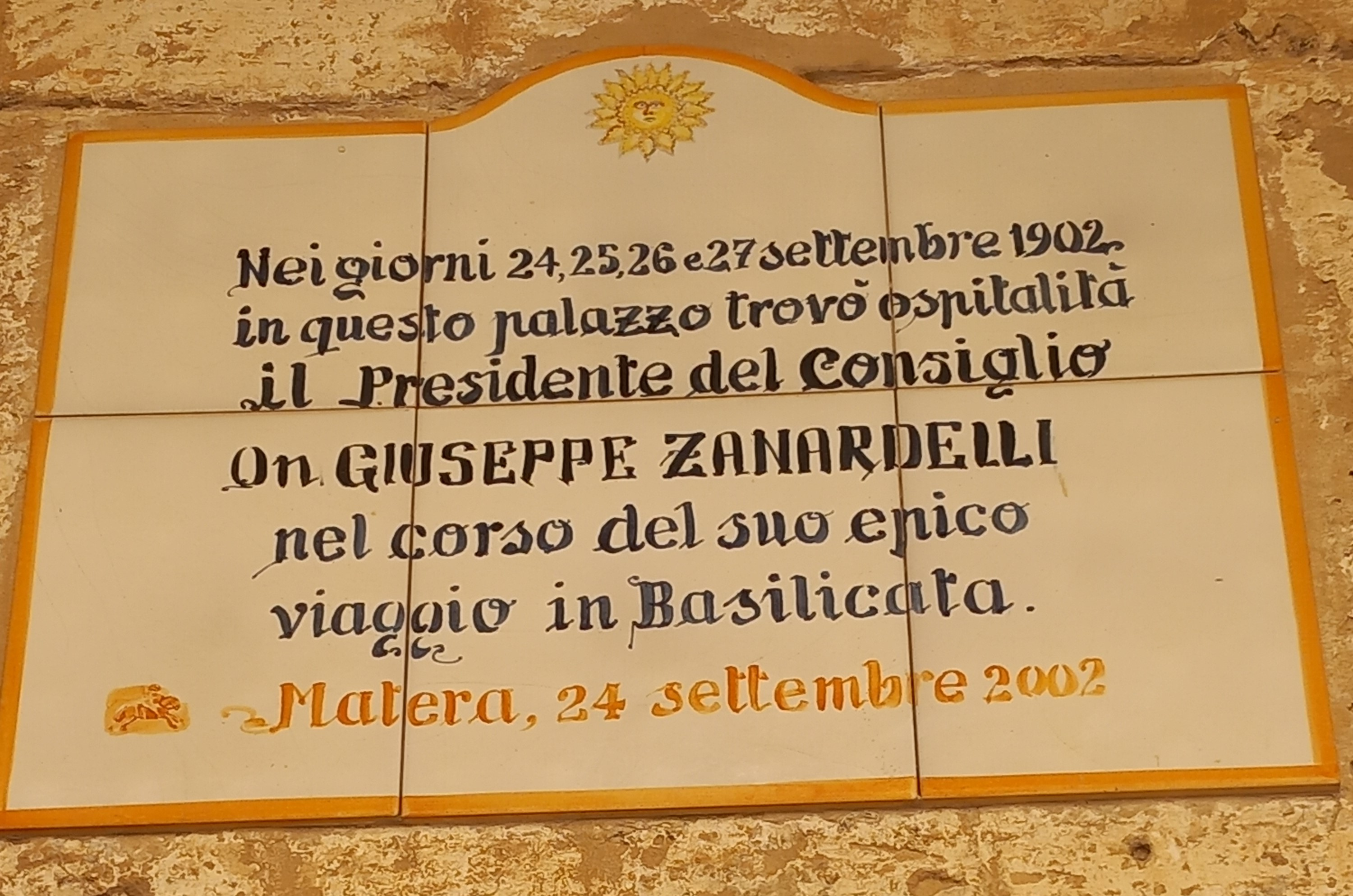
Targa in memoria di Giuseppe Zanardelli

Nel Settecento fu presa l'iniziativa di dare una sistemazione alla Piazza del Duomo mediante la costruzione di un avancorpo che a fine Settecento fu ulteriormente ampliato, diventando così l'odierno Palazzo Gattini. Esso è organizzato in due piani, il primo con ingresso da Piazza Duomo destinato alla famiglia Gattini, il secondo con ingresso in via Muro.

### Architettura
Dopo l'ingresso si trova un atrio in fondo al quale c'è un lamione che veniva utilizzato per le carrozze. Dopo una breve rampa si trova l'appartamento nobiliare con una sala da pranzo, una cucina, un salotto, l'armeria, ampie finestre con lunghe balconate, una ricca biblioteca con una raccolta di documenti, una collezione di monete antiche e un migliaio di manoscritti. Il salotto che fungeva da galleria era arricchito con vasi italo-greci e moltissimi quadri, tra cui piccoli cartoni, tavole, opere in rame e tele. I dipinti furono trasferiti a Roma, ma ben presto furono trafugati.
La famiglia Gattini, dopo l'eccidio Gattini del 1860 si trasferì a Roma e il palazzo e tutti i latifondi da loro posseduti sono stati venduti al Consorzio "Sassi di Matera" nel 1989 con l'atto pubblico n.228. Il palazzo è stato acquistato per farne una struttura alberghiera di lusso, restaurato dall'architetto Ettore Mocchetti, il quale per mezzo di un'opera di ristrutturazione ha conservato lo splendore del palazzo secolare.